# Мадхямака
Мадхямака, известна и като Шунявада е будистка философска традиция принадлежаща към Махаяна, систематизирана от Нагарджуна.
Съгласно Мадхямака всички явления (на санскрит дхарми) са пусти по природата си или пусти от „същност“ в смисъл, че те нямат някаква присъща собствена реалност, независима от причините, които са ги породили.

## Праджняпарамита
Мадхямака е разглеждана като източник на методи за постигане на праджняпарамита или „съвършенството на мъдростта“ – шестата поред от шестте освобождаващи действия или на санскрит парамити, от които се състои пътят на бодхисатва. Терминът се използва и като групово наименование за сутрите на Махаяна. Това често се обяснява в текстовете на Махяна и ученията за пустата природа на явленията (шунята), които са преподадени на „Хълма на лешояда“ край Раджгир в Индия. Те биват категоризирани като „Второто завъртане на колелото на Дхарма“.

## Съвременни последователи
Макар не всички школи на Махаяна да възприемат подхода или възгледа на Мадхямака, смята се, че тя оформя основата за растежа на исторически по-късната Йогачара. Тибетският будизъм и традицията на Зен възприемат форма на Мадхямака с различия в метода. Съвременните школи като Тендай и Санрон и Маха-Мадхямака също така са наследници на традицията Мадхямака.